# Елена Йончева
Елена Николова Йончева е българска журналистка, политик, депутат в XLIV народно събрание (НС), прессекретар на Президентството (2017). От 2019 г до 2024 г. е евродепутат от квотата на БСП, а от 2024 г. е евродепутат от квотата на ДПС.

## Биография
Елена Йончева е родена на 27 май 1964 г. в град София, България. Дъщеря е на Лариса и Никола Йончеви. Майка ѝ е рускиня, баща ѝ – българин. Има брат Иван Йончев. Завършила е телевизионна журналистика в Москва с отличие.

### Личен живот
От 1994 до 2009 г. има съвместно съжителство с политика Сергей Станишев, с когото се познават още от студентските си години в Москва. 
През 2016 г., на 52-годишна възраст, Йончева ражда син от връзката си с архитект Пламен Тодоров.

### Журналистическа кариера
Работи за петъчното предаване „Панорама“ по Канал 1 на БНТ, водеща е в Канал 1, в програмата „Екип 4“, както и в публицистичното предаване „Оригиналът“ по TV7, заедно с Иван Гарелов.
През 2012 г. със своя екип 16 дни снима живота в Халеб по време на гражданската война в Сирия.
Известна е с репортажите си от най-горещите точки на света, между които конфликтите в Косово, Алжир, Чечня, Израел, Афганистан, Ирак, Венецуела, Колумбия и др. Снимала е филм за българската база Свети Климент Охридски в Антарктида, за ромите в Лом, за футболиста от ПФК Левски Мариян Огнянов и др.
Автор е на четири документални филма за събитията в Украйна (Евромайданът, започнал през ноември 2013 г., и последвалата война в Донбас). През септември 2015 г. президентът на Украйна Петро Порошенко подписва забрана за влизане в страната на 388 политици и журналисти. Сред 41 журналисти и блогъри от цял свят попада и Йончева. След протести от страна на авторитетни хора и организации, между които и Комитетът за защита на журналистите, забраната за Елена Йончева и още 28 журналисти е отменена.

## Политическа кариера
През 2017 г. Йончева е част от инициативния комитет, издигнал за кандидат-президент Румен Радев. След като става президент, той я назначава за свой секретар за връзки с медиите. Скоро след това тя напуска и е избрана за депутат в XLIV народно събрание от групата на БСП. Там Йончева продължава да се изявява като журналист – прави документални филми, в които личат слабостите на управлението. Тя прави филм за оградата по южната граница на България и демонстрира, че тя лесно може да бъде бъде премината, разпалвайки гнева на вицепремиера Валери Симеонов, който е отговорен за строежа на оградата. Той обвинява Йончева, че си служи с полуистини и подмяна на факти. Симеонов твърди че тя е заснела оградата, още по времето когато тя не е била готова. Като депутат Йончева влиза в конфликт с управляващите в т.ч. и с премиера Бойко Борисов и министър Боил Банов.

### Евродепутат
През 2019 г. Йончева се явява на изборите за европейски парламент от квотата на БСП и е избрана за евродепутат.

### Подкрепа за македонизма в България
На 8 октомври 2020 г. Европарламентът приема резолюция, повод за която са продължаващите месеци протести в България, в която точка 12 изисква България да узакони сепаратистката, македонистка и противобългарска партия ОМО „Илинден“ и по подразбиране да признае „македонско малцинство“ на територията си. При предложение тази част на резолюцията да отпадне Елена Йончева гласува „против“ .

### Подкрепа за Истанбулската конвенция
Елена Йончева е един от най-дейните застъпници в България на приемането на Истанбулската конвенция. В тази връзка тя нееднократно влиза в сблъсък както с колегата си, евродепутата Ангел Джамбазки, така и с лидера на БСП – Корнелия Нинова. На 12.05.2023 тя и Станишев гласуват в подкрепа на Истанбулската конвенция. През годините тя често агитира за приемането ѝ в България.

### За „Магнитски“
През 2024 г. Йончева се явява на изборите за европейски парламент от квотата на ДПС и е избрана за евродепутат.
След като приема номинация на ДПС да бъде част от кандидатската им листа Елена Йончева прави коментар, че „Магнитски“ няма правна сила в  ЕС, съответно и в България като част от Съюза.

## Съдебни дела
През 2017 година Елена Йончева завежда дело за клевета срещу Бойко Борисов. След дълъг процес Йончева осъжда Борисов и на трите инстанции. ВКС потвърждава, че Борисов и ГЕРБ трябва солидарно да изплатят 5000 лева на Йончева. Първоначалната сума, която журналистката иска е 20 000 лева, но съдът намалява тази сума.
В началото на 2019 г. прокуратурата повдига обвинение срещу нея за пране на пари, свързано с аферата КТБ. Елена Йончева отговаря на обвиненията с думите, че това е опит за сплашване, който е свързан с разкритията ѝ за злоупотреби от страна на властимащи. Впоследствие през април 2021 КПКОНПИ внася срещу нея иск за конфискация на 158 000 лева.
На 22 април 2024 Елена Йончева губи съдебно дело, което води срещу ревизионен акт от август 2021 г. (според който тя е укрила от НАП данъчни приходи от 36 025 лева главница плюс  21 939 лева лихви (общо 57 965 лева)). Освен това Върховният административен съд я осъжда да плати близо 4500 лв. за разноските на НАП пред Върховния административен съд и малко над 7000 лв. за първата инстанция. На 07.01.2025 Елена Йончева успява да осъди България в Страстбург. Евпопейският съд по правата на човека (ЕСПЧ) решава, че е нарушена презупцията за невинност, както и на правото на ефективни правни средства за защита.На Йончева са присъдени 4700 евро за неимуществени вреди, както и 3000 евро за разноски заради действията на прокуратурата срещу нея по времето, когато тя е ръководена от Сотир Цацаров. (става дума за делото за укритите данъчни приходи.)

## Филмография
- Духът на баща ми (1998) – журналистката